# Felix Meineke
Felix Meineke (* 9. April 1877 in Oberlahnstein; † 10. Juni 1955 in West-Berlin) war ein deutscher Eisenbahningenieur und Hochschullehrer.

## Leben
Felix Meineke, zweiter Sohn Professor Christian Meinekes, studierte an den Technischen Hochschulen Darmstadt und Hannover, worauf er als Ingenieur bei Henschel & Sohn in Kassel zu arbeiten begann. 1903 wechselte er zur Sächsischen Maschinenfabrik vormals Richard Hartmann in Chemnitz-Schloßchemnitz, um 1905 zu Henschel zurückzukehren.
Auf Einladung ging Meineke 1907 nach Kolomna in Russland und wurde Assistent des Chefingenieurs Gerstung des Maschinenbau-Werks Kolomna. Ab 1909 leitete Meineke als Chefingenieur das Dampflokomotivenkonstruktionsbüro des Werks. Unter seiner Leitung wurden die Dampflokomotiven-Baureihen Ku und Sw konstruiert. Auch entwickelte er Projekte für Lokomotiven mit Verbrennungsmotor mit pneumatischen, mechanischen oder elektrischen Getrieben mit unterschiedlichen Leistungen.
Zu Beginn des Ersten Weltkriegs wurde Meineke während seines Urlaubs an der Wolga im August 1914 als feindlicher Ausländer verhaftet und im Gouvernement Wjatka interniert. Das  Dampflokomotivenkonstruktionsbüro des Werks Kolomna leitete nun Konstantin Suschkin. Nach der Oktoberrevolution konnte Meineke flüchten und über Petrograd, Finnland, Schweden nach Saßnitz zurückkehren.
Meineke arbeitete nun bei Haniel & Lueg in Düsseldorf und war dann zwei Jahre lang Assistent bei Johannes Stumpf an der Technischen Hochschule zu Berlin. Im Februar 1921 verteidigte Meineke seine Dissertation über die Anwendung des Gleichstroms auf die Lokomotiv-Dampfmaschine mit Erfolg für die Promotion zum Dr.-Ing.
Am 15. Februar 1921 wurde Meineke Vorstandsmitglied der Lokomotiv-Abteilung der von Juri Lomonossow geleiteten Russischen Eisenbahn-Mission, worauf er sich an der Projektierung der Diesellokomotive mit mechanischem Getriebe Jum 005 beteiligte. Daraus resultierte die Baureihe Emch.
Als Nachfolger Johannes Obergethmanns war Meineke vom 1. Oktober 1922 bis zum Ende des Deutsch-Sowjetischen Kriegs 1945 Ordentlicher Professor des Lehrstuhls für Eisenbahntransportmittel, Kolbenpumpen und Verdichter der Maschinenbau-Fakultät der Technischen Hochschule zu Berlin. 1929 bereitete er die Herausgabe der Monografie Diesellokomotiven Juri Lomonossows in deutscher Sprache vor. Meineke verfasste zwei Lehrbücher über den Dampflokomotivenbau. 1938 erschien sein Kurzer Kurs des Dampflokomotivenbaus in russischer Sprache in der UdSSR.
Ab dem 15. März 1946 lehrte Meineke als Professor für Eisenbahn-Maschinen  an der nun Technischen Universität Berlin in West-Berlin. Am 31. März 1951 wurde er pensioniert.

## Ehrungen
- Ehrensenator der Technischen Universität Berlin (1951)[2]